# Cheiracanthium tetragnathoide
Cheiracanthium tetragnathoide är en spindelart som beskrevs av Lodovico di Caporiacco 1949. Cheiracanthium tetragnathoide ingår i släktet Cheiracanthium och familjen sporrspindlar.
Artens utbredningsområde är Kenya. Inga underarter finns listade i Catalogue of Life.